# 圣尼坎德罗-加尔加尼科
圣尼坎德罗-加尔加尼科（義大利語：San Nicandro Garganico），是意大利福贾省的一个市镇。总面积172.63平方公里，人口16134人，人口密度93.5人/平方公里（2009年）。ISTAT代码为071049。